# 栗树蛙
栗树蛙（Rhacophorus margaritifer）又称爪哇飞蛙或爪哇树蛙，是一種无尾目動物。它是印度尼西亚爪哇岛的特有种。它主要棲息在低地和平均海拔900—1,795米（2,953—5,889英尺）的山地森林中雄性栗树蛙長度為41—45 mm（1.6—1.8英寸），雌性栗树蛙長度為63 mm（2.5英寸） 。